# 40410 Příhoda
40410 Příhoda è un asteroide della fascia principale. Scoperto nel 1999, presenta un'orbita caratterizzata da un semiasse maggiore pari a 3,0019593 UA e da un'eccentricità di 0,0739221, inclinata di 2,65087° rispetto all'eclittica.